# تپه ثمرتو
تپه ثمرتو مربوط به دوران پیش از تاریخ ایران باستان است و در شهرستان اورمیه، روستای جلبر واقع شده و این اثر در تاریخ ۱ آذر ۱۳۴۴ با شمارهٔ ثبت ۴۶۵ به‌عنوان یکی از آثار ملی ایران به ثبت رسیده است.